# Heinz Renneberg
Heinz Renneberg (n. 29 ianuarie 1927, Gelsenkirchen, Germania – d. 21 octombrie 1999, Herne, Germania) a fost un canotor ce a reprezentat Germania, medaliat olimpic. A participat la 2 ediții ale Jocurilor Olimpice (1952, 1960) în care a câștigat o medalie de aur.